# Giuseppe Liccardi
Giuseppe Liccardi (Troina, 18 novembre 1937 – Belpasso, 17 marzo 1999) è stato un militare italiano, Vicebrigadiere dell'Arma dei Carabinieri, insignito di Medaglia d'oro al valor civile (alla memoria).